# Angelniemi
Angelniemi est une ancienne municipalité du sud ouest de la Finlande.
Angelniemi fait aujourd'hui partie de la municipalité de Salo. 

## Histoire
La paroisse d'Angelniemi est fondée en 1659. La municipalité devient indépendante de Halikko en 1916 puis fusionne avec Halikko en 1967.
Au 1er janvier 1966, la superficie de Angelniemi était de 63,7 km2.
Et au 31 décembre 1966 elle comptait 951 habitants.
Angelniemi est situé sur la rive de la baie d'Halikko.
La moitié de son territoire se trouve sur le continent et l'autre moitié dans la partie nord de l'île de Kemiönsaari. 
Le traversier de Kokkila continue de fonctionner entre l'île et le continent.